# Christ (titre)
Cet article porte sur le titre théologique chrétien. Pour Jésus-Christ ou Jésus de Nazareth, voir les articles spécifiques. Pour le concept théologique islamique du Messie, voir Messie dans l'Islam. Pour d'autres utilisations, voir Christ (Homonymie) .

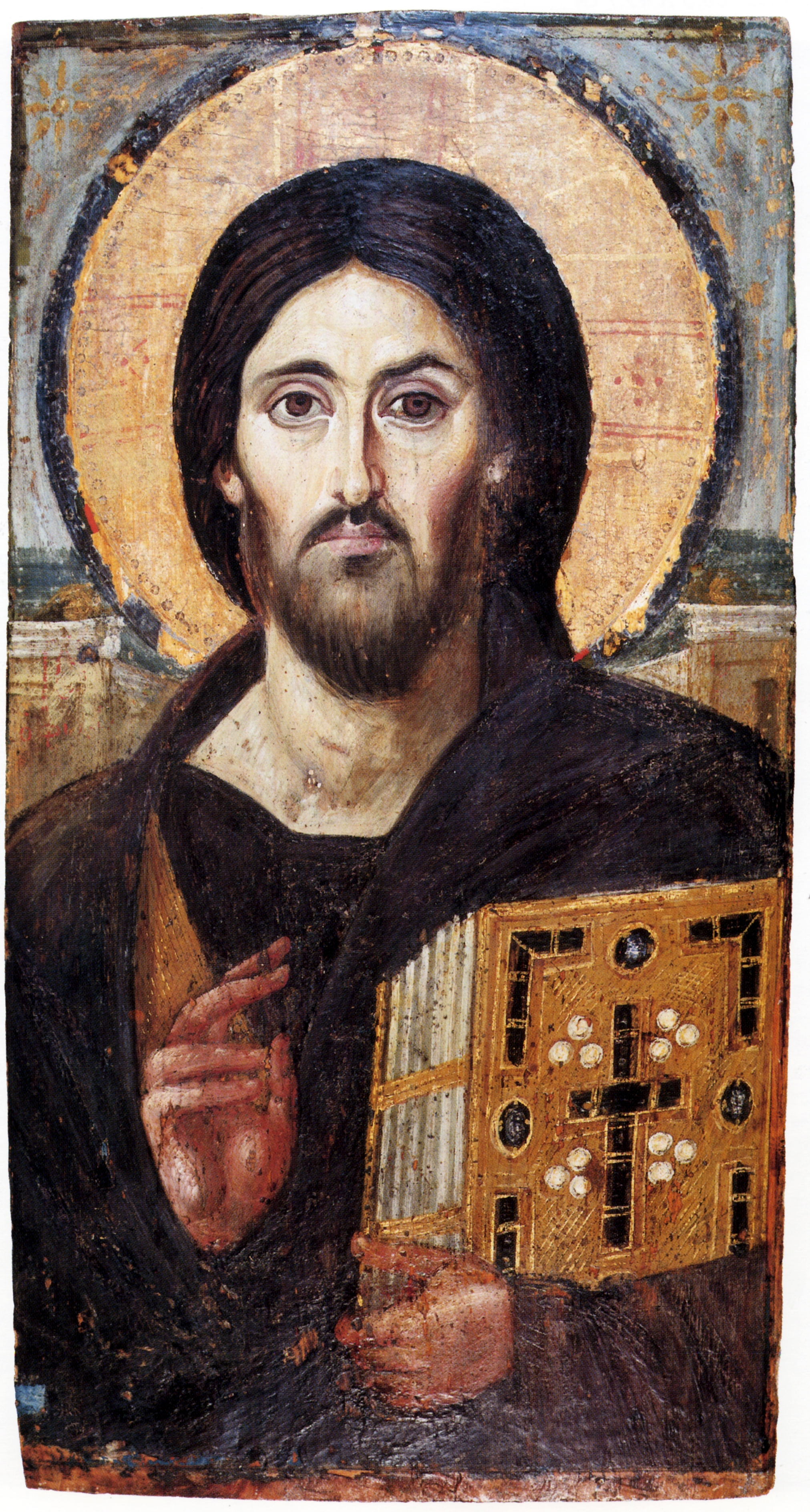
L'icone la plus ancienne du Christ pantocrator - Monastère Sainte-Catherine du Sinaï. Le halo est une représentation du Logos divin du Christ, et les deux expressions faciales différentes de chaque côté soulignent la double nature du Christ, à la fois divine et humaine,.

Le mot « Christ », est utilisé par les chrétiens comme un synonyme de « Jésus » et comme titre. Il est utilisé notamment dans l'usage réciproque « le Christ Jésus », signifiant « le Messie Jésus », et indépendamment comme « le Christ ». Les épîtres pauliniennes, les premiers textes du Nouveau Testament, font souvent référence à Jésus comme «le Christ Jésus» ou « le Christ ».
Le concept du Christ dans le christianisme trouve son origine dans le concept du messie dans le judaïsme. Les chrétiens croient que Jésus est le messie annoncé dans la Bible hébraïque et l'Ancien Testament chrétien. Bien que les conceptions du messie dans chaque religion soient similaires, elles sont pour la plupart distinctes les unes des autres en raison de la séparation du christianisme et du judaïsme au Ier siècle.
Bien que les premiers disciples de Jésus aient cru que Jésus était le messie juif, par exemple dans la Confession de Pierre, Jésus était généralement appelé « Jésus de Nazareth » ou « Jésus, fils de Joseph ». Jésus a fini par être appelé "Jésus-Christ" (signifiant "Jésus le Khristós", c'est-à-dire "Jésus le Messie" ou "Jésus l'Oint") par les chrétiens, qui croient que sa crucifixion et sa résurrection accomplissent les prophéties messianiques de l'Ancien Testament.

## Étymologie
Christ vient du mot grec χριστός (chrīstós), signifiant « oint ». Le mot est dérivé du verbe grec χρίω (chrī́ō), signifiant "oindre". Dans la Septante grecque, christos était utilisé pour traduire l'hébreu מָשִׁיחַ (Mašíaḥ, « messie »), signifiant "[celui qui est] oint".

## Usage
Le mot Christ (ainsi que les orthographes similaires) est présent dans la plupart des langues européennes. Il est généralement utilisé comme synonyme de Jésus,,. Les anglophones utilisent maintenant souvent "Christ" comme s'il s'agissait d'un nom, une partie du nom "Jésus-Christ", bien qu'il s'agisse à l'origine d'un titre ("le Messie"). Son utilisation dans "Christ Jésus" met l'accent sur sa nature de titre,
L'orthographe Christ en anglais s'est normalisée au XVIIIe siècle, lorsque, dans l'esprit des Lumières, l'orthographe de certains mots a changé pour s'adapter à leurs origines grecques ou latines. Avant cela, les scribes écrivant en ancien et moyen anglais utilisaient généralement l'orthographe Crist - le i étant prononcé soit comme /iː/, conservé dans les noms d'églises telles que St Katherine Cree (en), soit comme un court /ɪ/, conservé dans le prononciation moderne de « Christmas ». L'orthographe «Christ» en anglais est attestée dès le XIVe siècle.

Dans l'usage moderne et ancien, même dans la terminologie séculière, « Christ » fait généralement référence à Jésus, sur la base de la tradition séculaire d'un tel usage. Depuis l'âge apostolique, 

« ... l'utilisation de l'article défini devant le mot Christ et son développement progressif en un nom propre montrent que les chrétiens ont identifié le porteur avec le Messie promis des Juifs. »

## Christologie

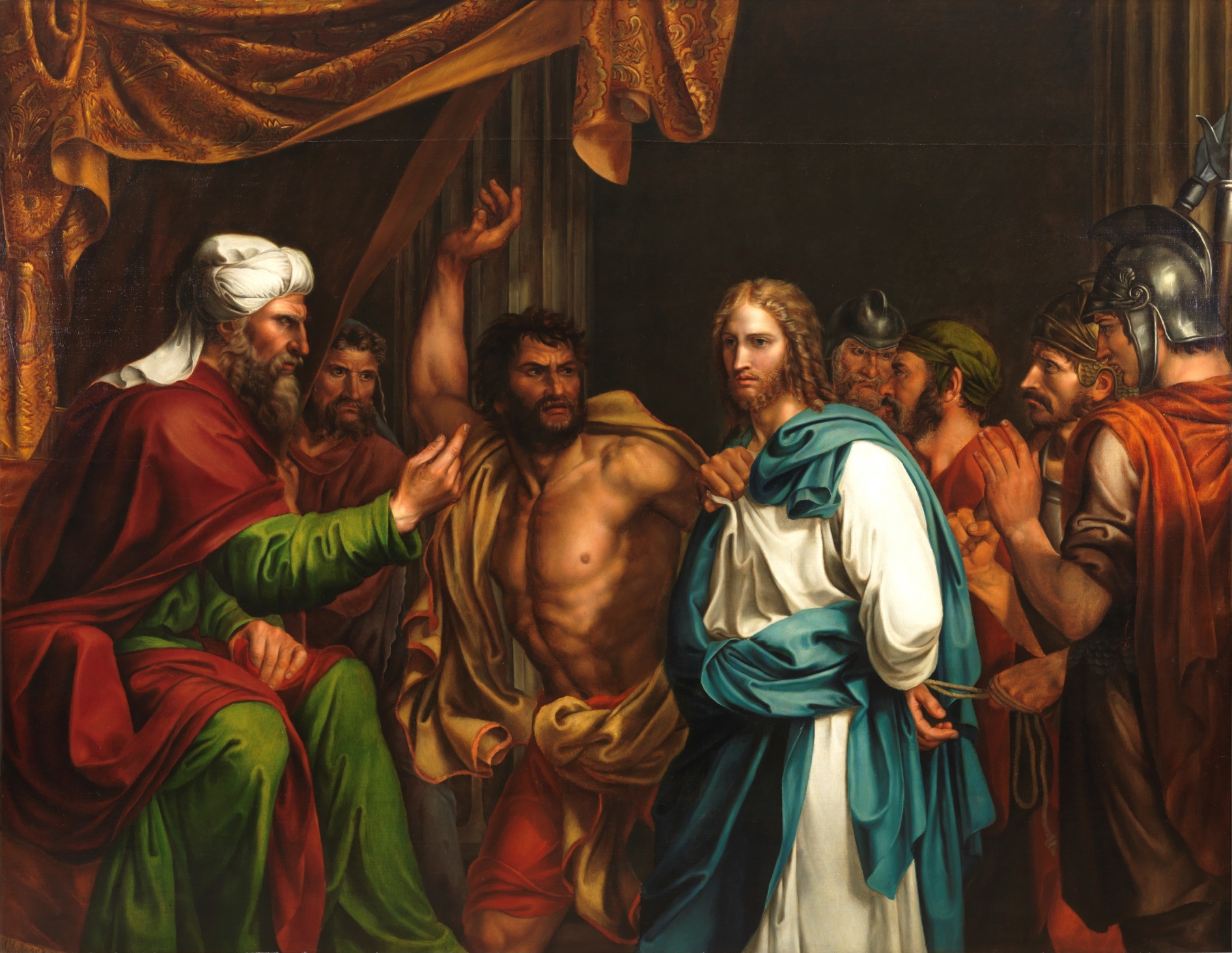
Jésus dans la maison de Anân, huile sur toile, 1803.

## Contexte et références du Nouveau Testament

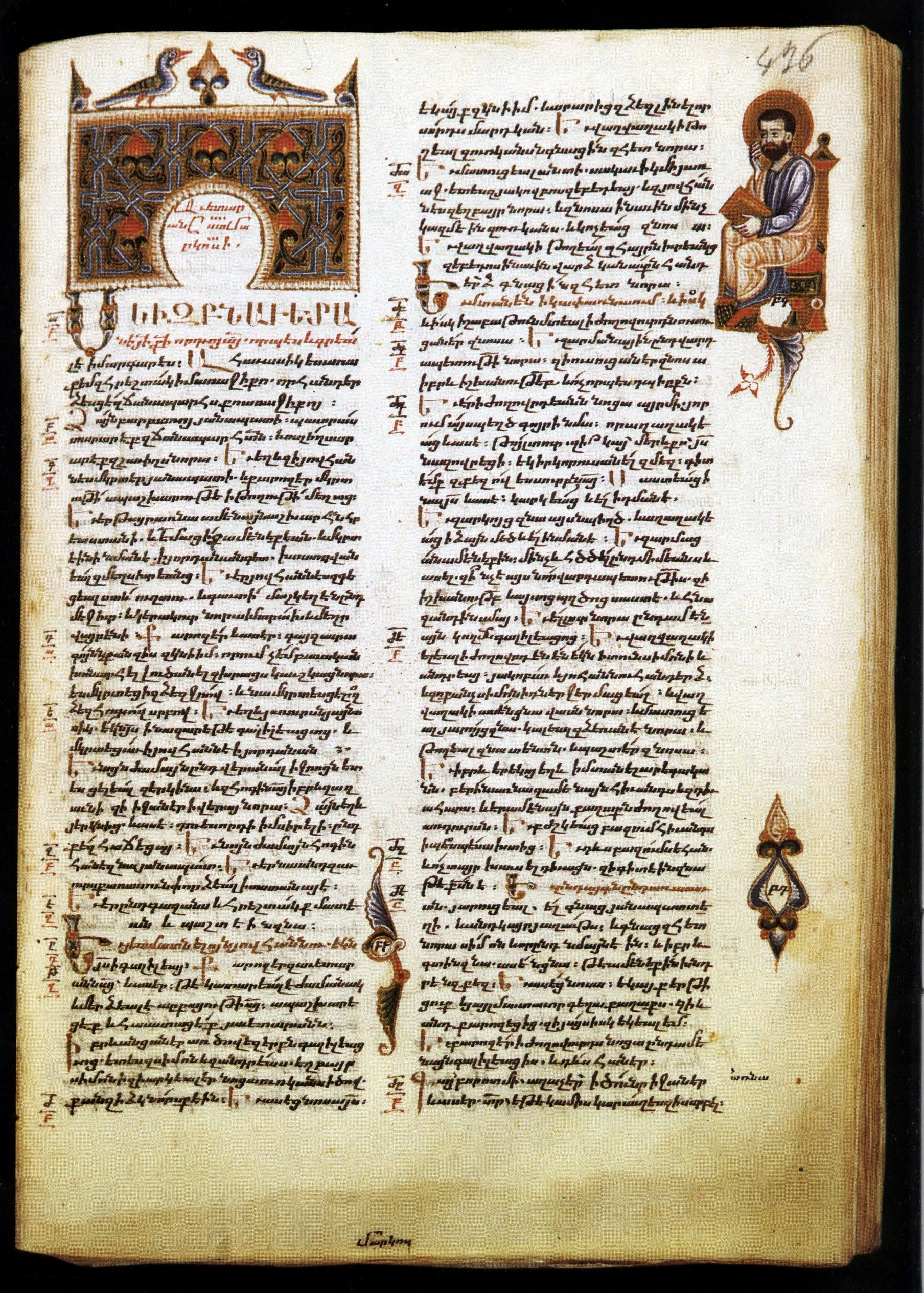
Première page de Marc, par Sargis Pitsak (XIVe siècle) : "Le commencement de l'évangile de Jésus-Christ, le Fils de Dieu".